# Particolarismo politico
In scienze politiche, il particolarismo politico è "l'atteggiamento tipico di chi cura prevalentemente i propri interessi particolari esercitando, coscientemente o incoscientemente, un'azione disgregatrice nei confronti di un organismo più vasto di cui egli stesso è parte."

## Scienza politica
In un sistema politico governato dal particolarismo, presto o tardi, il fattore decisivo diviene l'identità etnica o religiosa e gli interessi della comunità vengono definite dai loro stessi confini. Esso è spesso caratterizzato da confronti tra politici dello stesso partito o della medesima corrente nei confronti di gruppi minoritari o di altri tipi di "altri".
Per altro verso, tra le interpretazioni specifiche sul welfare state italiano, gli studi sul suo carattere misto hanno sottolineato "il fatto che alla base dello sviluppo del welfare sta un incrocio specifico tra interessi pubblici e interessi privati (caratterizzato ... dall’incorporazione del privato nella sfera pubblica, da una forte influenza del particolarismo nei meccanismi di rappresentanza politica degli interessi sociali)".

## Filosofia politica
La "contrapposizione tra universalismo e particolarismo può essere estremizzata al punto, da un lato, di sostenere idealisticamente che solo l’«essenza» universale delle cose ce le rende conoscibili, oppure, dall’altro, di ritenere empiricamente che nessuno sa donde si trae e come si perviene a quell’«essenza» che addirittura nasconderebbe la vera «realtà» particolaristica delle cose come si manifestano nel loro irripetibile essere particulare".
L'idea del particolarismo può quindi essere in aperto contrasto con i valori del pluralismo politico e con la sua enfasi sui diritti universali: essi richiedono una legislazione dotata di generalità ed astrattezza, prodotta da Parlamenti i cui componenti non siano sottoposti al mandato imperativo per poter servire con la massima libertà l'interesse generale.